# Syntrichia bogotensis
Syntrichia bogotensis är en bladmossart som beskrevs av Mitten och Richard Henry Zander 1993. Syntrichia bogotensis ingår i släktet skruvmossor, och familjen Pottiaceae. Inga underarter finns listade i Catalogue of Life.